# François Faure (Bischof)

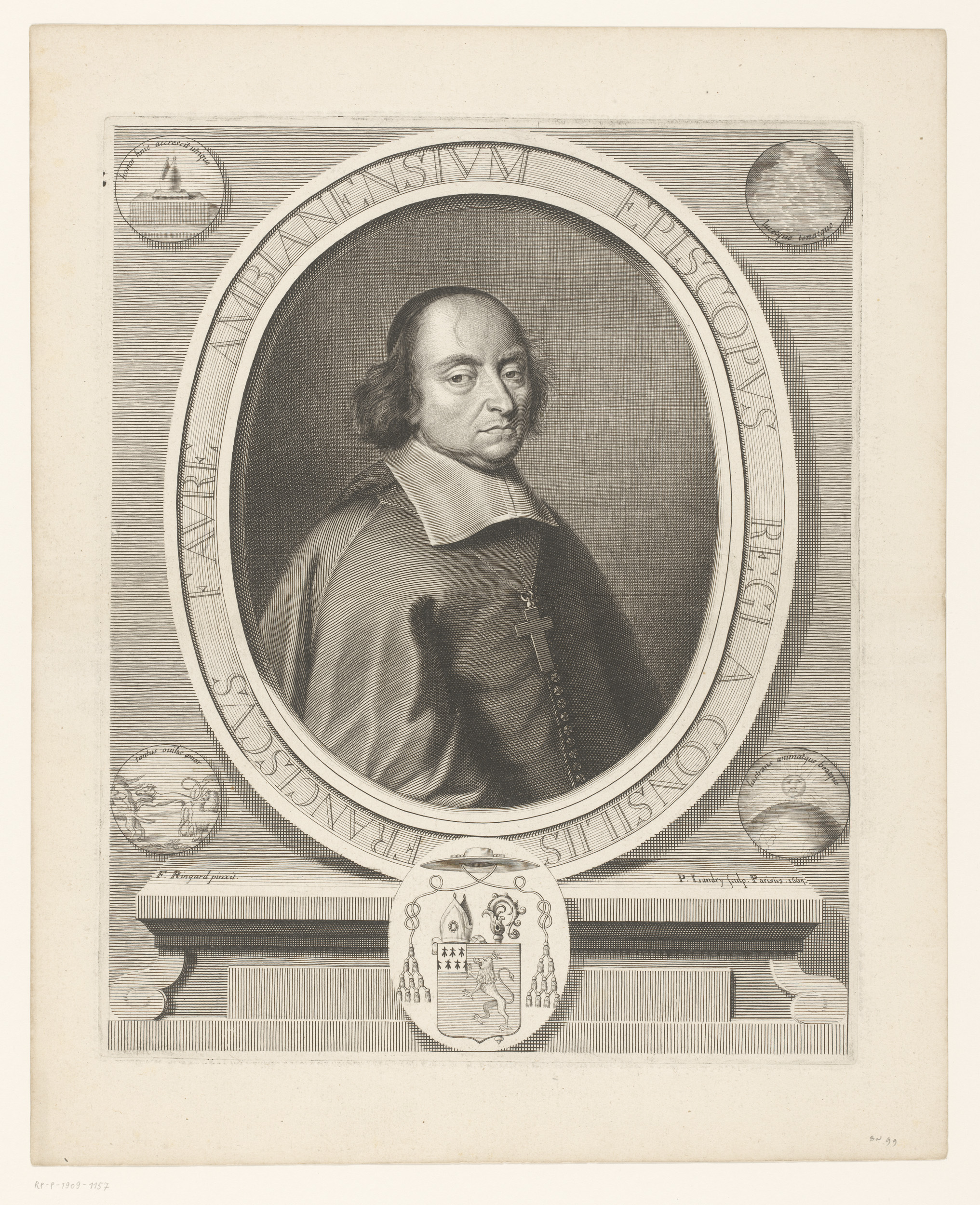
François Faure

François Faure (* 8. November 1612 in Sainte-Quitérie; † 11. Mai 1687 in Paris) war ein französischer Bischof.

## Leben
Der 1612 auf dem Schloss von Sainte-Quitérie im Bistum Angoulême geborene François Faure war der Sohn des Gouverneurs von Mirebeau, Jean Faure, und der Gabrielle Martin. Er trat in den Franziskanerorden (Cordeliers) ein, lehrte Philosophie im Kloster Angoulême und wurde schließlich Provinzial. In Paris zum Doktor der Theologie promoviert, wurde er dort 1636 Prediger der Regentin Anna von Österreich und Subpräzeptor des unmündigen Königs Ludwig XIV. Das Predigeramt übte er aus bis zum Tod der Königin, der er auch die Leichenpredigt hielt.
Mit Datum 6. März 1651 vom König zum Bischof von Glandèves nominiert, legte er am 24. August den Treueid ab und wurde am 3. September in der Franziskanerkirche in Paris von Bischof Harduin de Péréfixe von Rodez geweiht, dem die Bischöfe Pierre Bédacier von Augusta und Henri de Laval von Léon assistierten. Der neugeweihte Bischof bekam sein Bistum nie zu Gesicht, denn schon mit Datum 7. März 1653 transferierte ihn der König auf den Bischofssitz von Amiens, den er am 3. Juni 1654 per procurationem (d. h. durch einen Stellvertreter) in Besitz nahm. Den Eid legte Faure am nächsten Tag in der Kathedrale von Reims ab und nahm am 7. Juni an der Krönung und Salbung König Ludwigs XIV. teil (als Subdiakon des Bischofs von Soissons, Simon Légras). Am 28. Juli zog er feierlich in seine Kathedrale in Amiens ein.
Seine Diözese leitete Bischof Faure teils persönlich, teils ließ er sie von seinem Generalvikar verwalten. Meist hielt er sich in seiner Funktion als Hofprediger in der Nähe des Königs auf. Er begleitete Ludwig zur Hochzeit mit Maria Teresa von Spanien und predigte während der Reise mehrfach. 1656 war er auch Beichtvater der Königin Christine von Schweden. Die Kirchenpolitik des Königs, der die Freiheit der französischen Kirche von Rom betonte (→ Gallikanismus), trug er nicht in allen Punkten mit. Im Streit um den Jansenismus stand er fest auf der Seite der Jesuiten, deren Hauskapelle in Paris er 1667 konsekrierte. 1685 entstand in seiner Diözese ein heftiger Streit zwischen den Diözesanpriestern und den Jesuiten über die jährliche Beichte. Bischof Faure stellte sich in seinem Hirtenbrief vom 31. Mai 1686 auf die Seite der Jesuiten. Die Pfarrer beschwerten sich beim Metropoliten von Reims, Erzbischof Letellier, der den Hirtenbrief kassierte; Faure wandte sich daraufhin an Papst Innozenz XI., erlebte aber das Ende des Prozesses nicht mehr. Er starb 1687 in Paris an einem Schlaganfall. Sein Herz wurde in der Franziskanerkirche in Paris beigesetzt, sein Leichnam in der Kathedrale von Amiens.

## Werke
- Oraison funèbre de la reine Anne d’Autriche. 1666
- Oraison funèbre de Henriette-Marie de France, reine de la Grande-Bretagne. 1670
- Ordonnance contre le Nouveau Testament de Mons. 1673
- Panégyrique de Louis XIV. 1680